# 資格任用制
資格任用制（しかくにんようせい、英語: merit system）とは、公務員などの採用において、専門能力の優劣によって採否が決められる制度である。閉鎖的任用制ともいう。英語からメリット・システムとも。

## 概要
資格任用制の下では、一般的に、職業公務員は、中立的な人事行政機関によって実施される資格試験（公務員試験）の合格者から選抜される。採用された公務員の身分は基本的に保障され、昇進も個人の能力に応じる。すなわち、官職が政治動向や個人の個性から完全に独立したものとなる。
この制度の下で、19世紀の民主国家で盛んに行われた猟官制とは異なり、公務員には一定の専門的知識、能力が求められる。20世紀に入り、福祉国家現象（行政国家現象）が進行した結果、行政事務が増大し、その事務処理に求められる知識が複雑化、専門化していく中で専門的知識を持ち職務に一貫して専業する官僚が必要となり、資格任用制は主要国の大半に普及した。
また、職務に専業する官僚の登場によって、現代国家における官僚制度の形成にも寄与した。